# Шельфовий льодовик Бранта
Шельфовий льодовик Бранта (англ. Brunt Ice Shelf) — шельфовий льодовик на березі Керда у Східно-Антарктичному шельфовому архіпелазі землі Котса. Він розташований у східній частині моря Ведделла між льодовиком Доусона-Лембтона і язиком льодовика Станкомб-Віллс. Його край, що відколюється, відомий окремо як льодовиковий фронт Бранта і займає площу 6 500 км².
Шельф був відкритий у березні 1904 року під час Шотландської національної антарктичної експедиції (1902-1904) під керівництвом Вільяма Спіерса Брюса. Учасники експедиції "Витривалість" (1914-1917) британського полярного дослідника Ернеста Шеклтона також бачили його в січні 1915 року. 
На шельфовому льодовику був розташований базовий табір експедиції Королівського товариства (1955-1959), який згодом був продовжений як станція Галлей і зараз підтримується Британською антарктичною службою. Комітет з антарктичних топонімів Великої Британії назвав шельфовий льодовик у 1960 році на честь британського метеоролога Девіда Бранта (1886-1965), який ініціював експедицію Королівського товариства у 1955 році.
У лютому 2021 року від решти шельфового льодовика відокремився табличний айсберг площею 1270 км², названий А-74. Це стало результатом приблизно десятирічного розтріскування, яке простягалося від льодовикових торосів Макдональда до язика льодовика Станкомб Віллс.
У січні 2023 року від шельфового льодовика Бранта відколовся айсберг А-81 площею 1550 км². Причиною стала тріщина   під назвою «Прірва-1» («Chasm-1»), яка повністю розколола льодовик. У Британській Антарктичній службі заявили, що відокремлення айсберга від шельфового льодовика є «частиною природної поведінки льодового шельфу Бранта».
В травні 2024 року від шельфового льодовика Бранта відколовся айсберг A-83. Після від'єднання айсберг потрапив у пастку щільного морського льоду, але ситуація змінилася, коли лід почав розпадатися. Супутникові знімки з «Landsat 9» продемонстрували маршрут айсберга та його взаємодію з навколишнім середовищем.